# 2018年夏威夷彈道飛彈誤報
2018年1月13日，美國夏威夷州發生彈道飛彈誤報事件；當日夏威夷全州電視、廣播和手機陆续收到当地紧急事故管理局通过警報系統错误發出的彈道飛彈警報，這则警報表示夏威夷即將遭到彈道飛彈攻擊，建議居民立即尋求庇護，並表示這不是演習。訊息在當地時間上午8點7分送出，而纠正错误花费了38分钟。此事件引发了夏威夷州居民的混亂和全球关注，夏威夷州州長戴维·伊艺為此道歉，聯邦通信委員會和夏威夷州眾議院亦對此事展開調查。

## 背景

部分朝鲜导弹的预计射程

由於朝鲜民主主义人民共和国自2016年以來的核試驗，該國與美國間的情勢變得緊張，夏威夷州也因此處於警備狀態。美國無法證實朝鮮是否具有以核彈攻擊夏威夷的能力，但2017年的試射顯示，有可能性存在。夏威夷與朝鮮的距離約有4,600英里（7,400），倘若朝鮮發射飛彈，自警報發出後，夏威夷當地的居民只有約12至20分鐘左右的時間可以用於避難。對於朝鮮的核武威脅，夏威夷州政府已經花了一段時間研究對策，對策包括讓民眾得知並有時間應對襲擊，並包括通過短信發送警報。

## 事件

### 警報
警報在夏威夷－阿留申時區時間上午8點7分發送，身處夏威夷的人表示自己的智慧型手機接到了警報，該警報被截图并发布到网上，通過Twitter等社交网站传播开来。警報全文為大寫字母，內容如下：
"BALLISTIC MISSILE THREAT INBOUND TO HAWAII. SEEK IMMEDIATE SHELTER. THIS IS NOT A DRILL."
參考翻譯：
“彈道飛彈威胁飞向夏威夷。立即尋求庇護所。這不是演習。”
夏威夷緊急事務管理局管理官Vern Miyagi在事後表示該警報是一名管理局的員工在輪班時誤觸而發出，他沒有公佈該員工的姓名。

### 州政府應對
當地時間8點10分，夏威夷州國民警衛隊副隊長Arthur J. Logan聯繫了美國太平洋司令部，後者回報沒有導彈發射。隨後，檀香山警察局收到該則警報為誤報的通知。官員在8點13分時關閉警報系統，防止警報繼續發送給未收到短信的手機。
8點20分，官方表示未發出警報，夏威夷州緊急事務管理局在Facebook和Twitter上發布消息，夏威夷州州長戴维·伊艺也轉發了該則消息。誤報發出後25分鐘，夏威夷州政府發送了一封電子郵件，表示該則警報為誤報。高速公路上的电子告示牌也显示“誤報导弹警示”的字眼，澄清夏威夷并无导弹威胁。

#### 第二封訊息
8點45分，在誤報發出後38分，在夏威夷的智慧型手機收到了第二封消息，內容如下：
"There is no missile threat or danger to the State of Hawaii. Repeat. False Alarm."
參考翻譯：
“夏威夷州没有受到飛彈威脅。重複。誤報。”
伊藝表示，由於沒有自動發送的程序，第二封消息是官員取得授權後以手動的方式啟動發出。

## 调查与处理结果
2018年1月30日，當局宣佈該名發出錯誤警報的員工已被開除，夏威夷緊急事務管理局管理官Vern Miyagi亦就事件請辭，另有一名員工離職，一人被停職。

## 影响
一名时年51岁的男子詹姆斯·肖恩·希尔兹（英語：James Sean Shields）在这场事故中心脏病发作，经抢救后幸免于难。另有一些市民在慌乱中受伤。